# Sejřek
Sejřek (in tedesco Seiersch) è un comune ceco situato nel distretto di Žďár nad Sázavou, nella regione di Vysočina.